# Issancourt-et-Rumel
Issancourt-et-Rumel ist eine französische Gemeinde mit 399 Einwohnern (Stand: 1. Januar 2022) im Département Ardennes in der Region Grand Est. Sie gehört zum Arrondissement Charleville-Mézières und zum Kanton Villers-Semeuse.

## Geographie
Issancourt-et-Rumel liegt etwa sieben Kilometer östlich von Charleville-Mézières. Umgeben wird Issancourt-et-Rumel von den Nachbargemeinden Gernelle im Norden, Bosseval-et-Briancourt im Osten, Vrigne aux Bois im Südosten, Vivier-au-Court im Süden sowie Ville-sur-Lumes im Westen.

## Bevölkerungsentwicklung
| Jahr                      | 1962 | 1968 | 1975 | 1982 | 1990 | 1999 | 2006 | 2013 |
| Einwohner                 | 377  | 368  | 348  | 390  | 358  | 371  | 405  | 426  |
| Quelle: Cassini und INSEE |      |      |      |      |      |      |      |      |

## Sehenswürdigkeiten
- Kirche Saint-Remi